# Zec de la Grande-Rivière
Pour les articles homonymes, voir Grande Rivière.
La Zec de la Grande-Rivière est une zone d'exploitation contrôlée située dans le territoire non organisé de Mont-Alexandre, dans la municipalité régionale de comté (MRC) du Le Rocher-Percé, en Gaspésie–Îles-de-la-Madeleine, au Québec, au Canada. L'économie du territoire de ce Zec est axée principalement sur la pêche sportive.

## Géographie
La Grande Rivière coule du nord au sud, pour se déverser dans la baie des Chaleurs à Grande-Rivière. Le territoire de la Zec se situe sur le littoral de la rivière sur 23 km.
La rivière La Grande Rivière comporte 55 fosses pour la reproduction du saumon, qui sont réparties en trois secteurs contingentés et trois autres non contingentés. Ces fosses sont identifiées en bordure de la route par une numérotation spéciale. Tous les secteurs se pêchent à gué.
Les permis provinciaux de pêche sont disponibles au bureau administratif de la Zec qui est situé au 3, rue Grande-Allée-Est, Grande-Rivière ou encore au poste d'accueil de la Zec, situé à l'entrée de la Zec. Les membres et les visiteurs de la Zec s'y rendent depuis la ville de Grande-Rivière en empruntant la route Rameau, située à la limite des municipalités de Grande-Rivière et de celle de Sainte-Thérèse-de-Gaspé et de Percé.

## Histoire
Depuis des millénaires, des Amérindiens, généralement semi-nomades, fréquentaient la péninsule gaspésienne, notamment la zone de la Grande-Rivière. Puis à partir du XVe siècle, des pêcheurs, explorateurs et les commerçants d'ascendance européenne étaient de passage dans ce secteur. Néanmoins, l'établissement aux abords de la rivière de colons commença seulement à la fin du XVIIe siècle. Le 31 mai 1697, le comte de Frontenac rédigea l'acte de concession de la seigneurie de la Grande Rivière, dont le premier seigneur a été Jacques Cochu.
Après la Conquête par le régime anglais, cette propriété fut détenue par des Britanniques, des Jersiais. Finalement elle a été vendue en 1919 à des Américains qui y implanteront le Grand River Fishing Club. Ce club de pêche a été exploité jusqu'à son rachat en 1992.

## Toponymie
Le toponyme "Zec de la Grande-Rivière" tire son nom de la rivière du même nom. Le toponyme "Zec de la Grande-Rivière" a été officialisé le 5 décembre 1982 en la Banque des noms de lieux de la Commission de toponymie du Québec.